# Tyulgani járás
A Tyulgani járás (oroszul Тюльга́нский райо́н) Oroszország egyik járása az Orenburgi területen. Székhelye Tyulgan.

## Népesség
- 1989-ben 23 871 lakosa volt.
- 2002-ben 23 627 lakosa volt.
- 2010-ben 19 725 lakosa volt, melyből 14 091 orosz, 1 700 baskír, 1 002 tatár, 734 kazah, 723 ukrán, 142 csuvas, 119 mordvin.